# Valle Miñor
Valle Miñor (en gallego Val Miñor) es una comarca natural en Galicia (España), compuesta por los municipios de Bayona, Nigrán y Gondomar. Recibe su nombre del río Miñor, que forma el valle homónimo.

## Datos
A principios del siglo XXI, los municipios que constituyen la comarca del Valle Miñor pasaron a formar parte también de una comarca aún mayor, la comarca de Vigo.
El valle debe su nombre al río Miñor. El estuario formado por la desembocadura del río es de un gran valor ecológico, especialmente por su población de aves que son permanentemente registradas por numerosos ornitólogos, que colaboran en la asociación ornitológica que lleva su nombre.
Modernamente, el concepto de valle Miñor es utilizado por distintas asociaciones comunes a los tres municipios que la forman, tanto de carácter político, empresarial o cultural, entre otros. Una de las más representativas es el Instituto de Estudios Miñoranos.

## Demografía
| Concejo  | Extensión (km²) | Población (hab.) 2021 | Densidad (hab./km²) |
| -------- | --------------- | --------------------- | ------------------- |
| Bayona   | 34,5            | 12 286                | 351,36              |
| Gondomar | 74,5            | 14 920                | 191,76              |
| Nigrán   | 34,8            | 18 005                | 507,9               |
| Total    | 143,8           | 45 211                | 306,56              |

Fuente: IGE

## Cultura popular
- Terra por terra, Barzademera; millor por millor, val de Miñor.
- Val Miñor-Madrid, historia y cronología del mundo; álbum de Iván Ferreiro.[9]